# Зацепін Павло Максимович
Павло Максимович Зацепін (нар. 1933 — пом. ?) — радянський російський футболіст, нападник.

## Життєпис
У 1951-1952 роках Павло Зацепін перебував у складі клубної команди ВПС, ні разу не зігравши за основу. У 1953 виступав за челябінський клуб «Авангард» у класі «Б». Наступного року Зацепін дебютував у чемпіонаті СРСР у складі ЦБРА. Це сталося 24 липня в матчі з московським «Локомотивом». Павло вийшов на поле на 75-й хвилині замість травмованого Валентина Емишева. У 1955 році Зацепін не провів за ЦДСА жодного матчу і в червні перейшов у львівську команду ОБО. У 1957 році він зіграв 25 матчів за харківський «Авангард», відзначився 12 голами.